# سون جونغانغ
سون جونغانغ (بالصينية: 孙君) (29 أبريل 1993 في الصين - ) هو لاعب كرة قدم صيني في مركز الهجوم. لعب مع Yanbian Funde F.C. ‏.

## روابط خارجية
- سون جونغانغ على موقع قاعدة بيانات كرة القدم.إي يو (الإنجليزية)
- سون جونغانغ على موقع Soccerway.com (الإنجليزية)